# Paul Robinson
Paul William Robinson (nacido el 15 de octubre de 1979 en Beverley, Inglaterra) es un exfutbolista inglés que jugaba en la posición de guardameta. Su último club fue el Burnley Football Club de la Premier League, primera división del fútbol inglés, y además tiene experiencia internacional al haber disputado 41 partidos con la selección de Inglaterra.
Fichó por el Leeds United con 16 años, donde jugó 95 partidos de liga y marcó un gol en un empate de la League Cup. En 2004, fichó por el Tottenham Hotspur. Jugó 137 partidos con los Spurs, marcando otro gol, antes de que fichara por el Blackburn Rovers en 2008. Consiguió más de 40 internacionalidades para su país.

## Trayectoria
Leeds United
Habiendo llegado a través de la cantera del Leeds United, Robinson hizo su debut contra el Chelsea manteniendo su portería a cero. En la temporada 2003-04 anotó su primer gol ante el Swindon Town en los últimos minutos de un partido de la Copa de la Liga forzando la prórroga. El partido se fue a los penaltis, dos de los cuales paró Robinson para ayudar a su equipo en la victoria. Sin embargo tuvo momentos peores en la Premier League, concediendo 77 goles en 36 partidos.
Tottenham Hostpur
En mayo de 2004, Robinson fue transferido al Tottenham Hotspur por un precio de 1.500.000 £.
El 17 de marzo de 2007, Robinson anotó su segundo gol de su carrera profesional, en un partido de la Premier League contra el Watford en White Hart Lane. Sacó una falta desde fuera de su propia área de penalti (85 metros o 93 yardas desde la portería contraria), el balón rebotó en la cabeza del portero del Watford, Ben Foster y entró a gol. Se convirtió en el tercer portero de la historia de la Premier League en marcar, detrás de Peter Schmeichel para el Aston Villa y Brad Friedel para el Blackburn Rovers en 2004, aunque de los tres solo el equipo de Robinson consiguió ganar el partido. Fue también el tercer portero más goleador de la liga inglesa en la temporada 2006-07, tras los goles de Gavin Ward para el Tranmere Rovers y Mark Crossley para el Sheffield Wednesday.
Robinson capitaneó a su equipo en la victoria 1-0 de los cuartos de final de la Copa de la Liga ante el Southend United, y el empate 0-0 en la tercera ronda de la FA Cup ante el Cardiff City donde se lesionaron Ledley King y Robbie Keane.
Robinson consiguió el primer gran trofeo de su carrera en la final de la League Cup donde el Tottenham ganó 2-1 al Chelsea en 2008.
Blackburn Rovers
Fichó por el Blackburn Rovers el 25 de julio de 2008, por un precio de 3.5 millones de £ y por cinco años, siendo el primer fichaje de Paul Ince para el club. El 29 de julio, confirmó en una entrevista el deseo de llevar el n.º 1 después de la salida de Brad Friedel del club. El 30 de julio, hizo su debut con el Blackburn Rovers en un partido amistoso de pretemporada ante el Northwich Victoria al que ganó 2-1. Actualmente es titular.

### Clubes
| Club                | País                | Año         | Partidos | Goles | Media |
| ------------------- | ------------------- | ----------- | -------- | ----- | ----- |
| Leeds United        | Inglaterra          | 1998 - 2004 | 119      | 1     | 0.01  |
| Tottenham Hotspur   | Inglaterra          | 2004 - 2008 | 175      | 1     | 0.01  |
| Blackburn Rovers    | Inglaterra          | 2008 - 2015 | 189      | 0     | 0     |
| Burnley             | Inglaterra          | 2016 - 2017 | 0        | 0     | 0     |
| Total en su carrera | Total en su carrera | 1998 - 2017 | 483      | 2     | 0     |

## Selección nacional
Robinson ha jugado 41 veces para Inglaterra. Formó parte del equipo de la Eurocopa 2004 como suplente de David James sin aparecer en el torneo. En la siguiente clasificación para la Copa del mundo de 2006 sustituyó a David James como portero titular. 
En la Copa Mundial de Fútbol de 2006, Robinson fue llamado al equipo de Inglaterra para la copa del mundo en Alemania y consiguió dejar su portería a cero en cuatro de cinco partidos que jugó. No concedió goles ante Paraguay y Trinidad y Tobago durante la fase de grupos. A pesar de dejar su portería a cero en cuatro ocasiones, fue criticado por ser tan indeciso en sus pases fallando tres contra Trinidad y Tobago. Después del primer partido del mundial contra Paraguay, cuando Justo Villar se lesionó en el minuto 7, Robinson mandó a Justo Villar sus guantes como un gesto de buena voluntad después de la victoria de Inglaterra 1-0. Durante las rondas eliminatorias, dejó su portería a cero contra Ecuador en octavos de final y Portugal en cuartos de final, aunque acabó perdiendo 3-1 en los penaltis en el cual Owen Hargreaves fue el único en convertir el único penal a favor de Inglaterra  .
El 11 de octubre de 2006, durante la clasificación para la Eurocopa 2008 ante Croacia, un inesperado pase atrás de Gary Neville hizo que Robinson no diera al balón al intentar despejarlo del área de penalti y se colara en su propia portería haciendo el 2-0 para Croacia. Robinson calificó el incidente de horrible. El 22 de agosto de 2007, Robinson tuvo un error y regaló el primer gol para Alemania en la que fue la primera derrota de Inglaterra en el nuevo estadio de Wembley siendo el marcador final de 1-2. En el descanso fue sustituido por David James.
Después de perder 2-1 ante Rusia en la clasificación para la Eurocopa 2008, en la que Robinson hizo una parada cuyo rechace cayó en las botas del delantero de Rusia Roman Pavlyuchenko permitiendo la victoria de Rusia, el entrenador Steve McClaren quitó a Robinson como portero titular en el último partido de clasificación ante Croacia en noviembre siendo sustituido por Scott Carson.

### Participaciones en fases finales
| Torneo                         | Sede     | Resultado        |
| ------------------------------ | -------- | ---------------- |
| Eurocopa 2004                  | Portugal | Cuartos de final |
| Copa Mundial de Fútbol de 2006 | Alemania | Cuartos de final |

Estadísticas
| Selección  | Año   | Partidos | Goles |
| ---------- | ----- | -------- | ----- |
| Inglaterra | 2003  | 4        | 0     |
| Inglaterra | 2004  | 5        | 0     |
| Inglaterra | 2005  | 9        | 0     |
| Inglaterra | 2006  | 14       | 0     |
| Inglaterra | 2007  | 9        | 0     |
| Total      | Total | 41       | 0     |

## Vida personal
Paul Robinson nació en el hospital Beverley Westwood y estudió en el Beverley Grammar School en Beverley, Yorkshire del Este, Inglaterra.
Mientras jugaba en el Leeds se trasladó a una mansión en la famosa ciudad de Stamford Bridge. Está casado con Rebecca, su amor de la adolescencia. La pareja actualmente vive al noroeste de Londres con su hija Lucy May y su hijo Jack, nacido el 14 de enero de 2008.
El 4 de septiembre de 2005, unos malhechores asaltaron su mansión mientras estaba en Cardiff disputando un partido clasificatorio para la Copa del Mundo de 2006, donde ganaron ante Gales. Su mujer y su hija no estaban cuando se produjo el asalto.

## Palmarés

### Campeonatos nacionales
| Título      | Club              | País       | Año     |
| ----------- | ----------------- | ---------- | ------- |
| Carling Cup | Tottenham Hotspur | Inglaterra | 2007/08 |

- Datos: Q215824
- Multimedia: Paul Robinson / Q215824